# Linde (Löwenberger Land)
Linde ist ein Ortsteil der Gemeinde Löwenberger Land im Norden des Landes Brandenburg. Das Dorf wurde 1459 in einer Bistumsmatrikel erstmals urkundlich erwähnt.

## Geographie

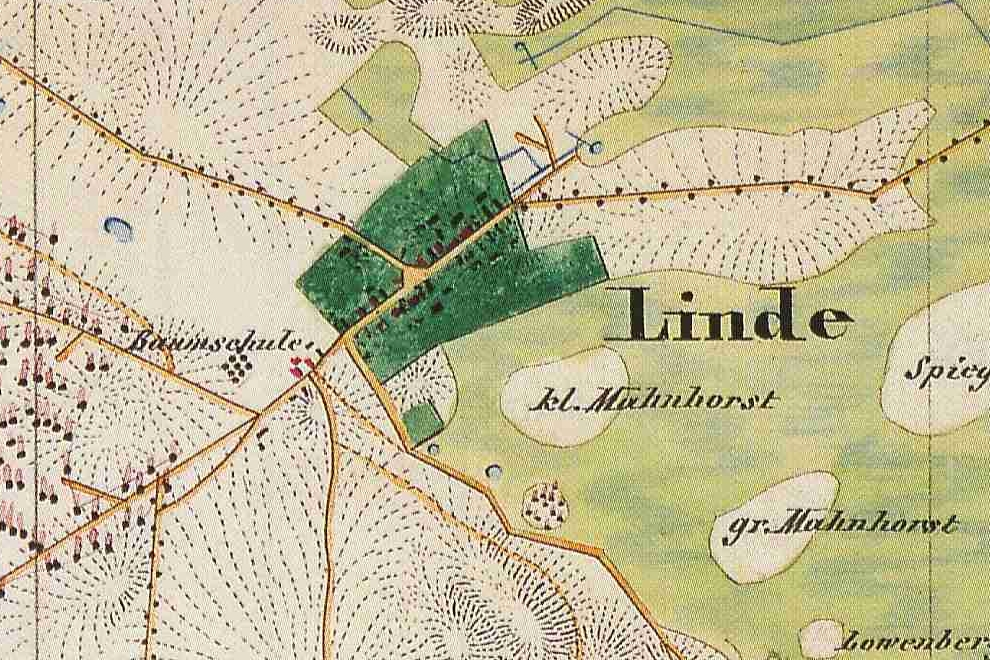
Linde auf einem Messtischblatt der Preußischen Uraufnahme von 1840

Linde liegt am naturräumlichen Übergang von der Granseer Platte zur Rüthnicker Heide. Die Ortslage wird im Norden von der Bundesstraße 167 umfahren. Südlich der Ortslage liegt der Hellberg mit rund 60 m Höhe. Zum Ortsteil gehören die Wohnplätze Grundmühle und Lindesee. Im Nordwesten hat Linde Anteil am Naturschutzgebiet Harenzacken. Im Süden liegt der Lindesee.
Vom ursprünglichen Dorftyp her war es ein breites Straßendorf; es hat sich seither weiter entlang der Durchgangsstraße, am Backofenweg, in der Linde Dorfstraße gegenüber dem Friedhof und an der Griebener Chaussee ausgedehnt.
Linde grenzt im Norden an den Ortsteil Hoppenrade, im Osten an den Ortsteil Löwenberg, im Süden an die Ortsteile Neulöwenberg, Teschendorf und Neuendorf sowie im Westen an die Stadt Kremmen und den Ortsteil Grieben.

## Geschichte

### Mittelalter und Frühe Neuzeit
Der Ort wurde 1459 erstmals urkundlich erwähnt. Es war damals ein Kirchdorf in der Propstei Zehdenick des Bistums Brandenburg. Um 1490 war Linde ein Dorf in der Herrschaft Ruppin und fiel mit dieser 1524 an die Mark Brandenburg.
1540 wird erstmals eine Wassermühle im Ort genannt, die Grundmühle am (heute so genannten) Lindeseer Abflussgraben (heute ist Grundmühle Wohnplatz südlich des Lindesees). 1624 war die Gemarkung in 19 Hufen eingeteilt, die von sieben Bauern bewirtschaftet wurden. Es war zudem acht Kossäten im Dorf ansässig sowie ein Müller (in der Grundmühle) und ein Laufschmied. Um 1600 brannte die mittelalterliche Kirche ab und wurde anscheinend nicht wieder aufgebaut. 1541 war Linde Tochterkirche von Löwenberg, 1558 von Grüneberg. 1581 wurde der Ort von Rüthnick aus kuriert, war aber vagans, d. h. wurde von ständig wechselnden Pfarren der näheren Umgebung versorgt.
Im Dreißigjährigen Krieg wurde das Dorf fast völlig zerstört. 1652 waren von den sieben Bauernhöfen nur einer bewirtschaftet; sämtliche Kossätenstellen waren unbesetzt. Auf dem einen Bauernhof saß ein Meier der Familie v. Redern. Außerdem war eine Schäferei eingerichtet worden. Die Grundmühle war wieder aufgebaut. Von der Zeit der ersten urkundlichen Nennung bis 1654 gehörte das Dorf der in Beetz ansässigen Familie v. Redern. 1654 verkauften die v. Redern ¾ des Dorfes an das Amt Oranienburg. 1687 lagen sechs der ursprünglich sieben Bauerngüter immer noch wüst. Auf einem Hof saß der Meier der Familie v. Redern. Immerhin hatten sich wieder zwei Kossäten angesiedelt. Außerdem war der Pachtschäfer des Amtes Oranienburg, ein Kuhhirt, ein Tagelöhner und der Müller der Grundmühle. Das Ackerland war „sehr bewachsen“.
Erst 1706 ging der Wiederaufbau des Dorfes vonstatten und waren wieder sieben Bauern im Dorf, einschließlich eines Krügers. Außerdem gab es Pläne zum Aufbau eines Vorwerkes, genannt Birkholz. 1757 bewirtschafteten die sieben Bauern je 2¼ Hufen. Es wohnten neun Kossäten, ein Kuhhirt und ein Stutenhirt im Dorf. Es gab zudem noch die Amtschäferei und die Grundmühle. 1781 wurde Linde Tochterkirche von Rüthnick.

### Neuere Geschichte
Im Jahr 1800 wurden 23 Feuerstellen (= Haushaltungen) gezählt. Im Jahr 1834 kamen der ¾-Anteil des Amtes Oranienburg am Dorf an das Amt Alt Ruppin und verblieb dort bis zur Auflösung dieses Amtes 1872. 
1840 hatte das Dorf 24 Wohnhäuser. 1847 wurde das Bethaus aus Fachwerk mit Backsteinausmauerung errichtet. 1891 hatte sich die Zahl der Bauern auf drei reduziert, die 121 ha (entspricht 8 Hufen), 94 ha (6¼ Hufen) und 72 ha (entspricht 4¾ Hufen) bewirtschafteten. Zur Grundmühle gehörten 130 ha Land. Ein Kossät bewirtschaftete 35 ha Land. Es wohnten noch ein Bauunternehmer, ein Werkführer und ein Altsitzer im Dorf, insgesamt 342 Personen. 1900 war das Dorf auf 37 Wohnhäuser angewachsen. Der Haltepunkt Linde auf der 1896 erbauten Löwenberg-Lindow-Rheinsberger Eisenbahn wurde 1901 eröffnet und 1996 geschlossen.

### Moderne
Seit 1929 ist Linde Tochterkirche von Löwenberg. Nach dem Zweiten Weltkrieg wurden im Zuge der Bodenreform 160 ha enteignet und an 62 Siedler verteilt. 1958 bildete sich die erste Landwirtschaftliche Produktionsgenossenschaft mit sieben Mitgliedern und 18 ha Nutzfläche. 1960 existierten zwei LPG's im Ort mit 53 Mitgliedern und insgesamt 297 ha bewirtschafteter Fläche. Im Zuge der Kreisreform von 1952 in der damaligen DDR wurde der Kreis Ruppin, zu dem Linde gehörte, aufgelöst und in mehrere kleinere Kreise unterteilt. Linde kam zum Kreis Gransee (Bezirk Potsdam). Zum 1. Januar 1974 wurde Linde in die Gemeinde Löwenberg eingemeindet und bildete einen Ortsteil dieser Gemeinde.
1992 wurden im Land Brandenburg zur Verwaltung der vielen, oft sehr kleinen Gemeinden Verwaltungsverbünde, sog. Ämter geschaffen. Löwenberg schloss sich mit neun anderen Gemeinden zum Amt Löwenberg zusammen. Seit 1993 gehört Linde wie Löwenberg zum Landkreis Oberhavel. Am 31. Dezember 1997 schlossen sich die Gemeinden Falkenthal, Glambeck, Grieben, Großmutz, Grüneberg, Gutengermendorf, Häsen, Löwenberg (inkl. Ortsteil Linde), Neulöwenberg und Teschendorf (alle Amt Löwenberg) zur neuen Gemeinde Löwenberger Land zusammen, und das Amt Löwenberg wurde wieder aufgelöst.
Mit Verabschiedung der Hauptsatzung der Gemeinde Löwenberger Land bekamen auch die früheren Ortsteile der Gemeinden, die sich zur neuen Gemeinde Löwenberger Land zusammengeschlossen hatten Ortsteilstatus innerhalb der neuen (Groß-)Gemeinde. Damit wurde Linde einer von 17 Ortsteilen der Gemeinde Löwenberger Land. Heute gehört Linde zum Pfarrsprengel Grüneberg (Kirchenkreis-Oberes Havelland).

### Einwohnerentwicklung
Die folgende Tabelle zeigt die Einwohnerentwicklung von Linde zwischen 1875 und 1971 im Gebietsstand des jeweiligen Stichtages:
| Stichtag      | Einwohner | Bemerkungen                           |
| ------------- | --------- | ------------------------------------- |
| 1. Dez. 1875  | 364       | Volkszählung                          |
| 1. Dez. 1890  | 326       | Volkszählung                          |
| 1. Dez. 1910  | 294       | Volkszählung                          |
| 16. Juni 1925 | 306       | Volkszählung                          |
| 16. Juni 1933 | 348       | Volkszählung                          |
| 17. Mai 1939  | 351       | Volkszählung                          |
| 29. Okt. 1946 | 560       | Volkszählung                          |
| 31. Aug. 1950 | 473       | Volkszählung                          |
| 31. Dez. 1964 | 333       | Volkszählung                          |
| 1. Jan. 1971  | 326       | letzte Volkszählung vor Eingemeindung |

## Kultur und Sehenswürdigkeiten
Der Dorfkern aus dem Mittelalter und der Neuzeit ist als Bodendenkmal geschützt. Baudenkmale sind die Kirche, die alte Schule sowie eine Grab- und Gedenkstätte für 17 unbekannte Häftlinge des Konzentrationslagers Sachsenhausen, die auf einem Todesmarsch im April 1945 ums Leben kamen.
Die Kirche Linde ist ein Bethaus von 1847. Sie wurde als Fachwerkbau mit einer Backsteinausmauerung errichtet.